# نماز صبح

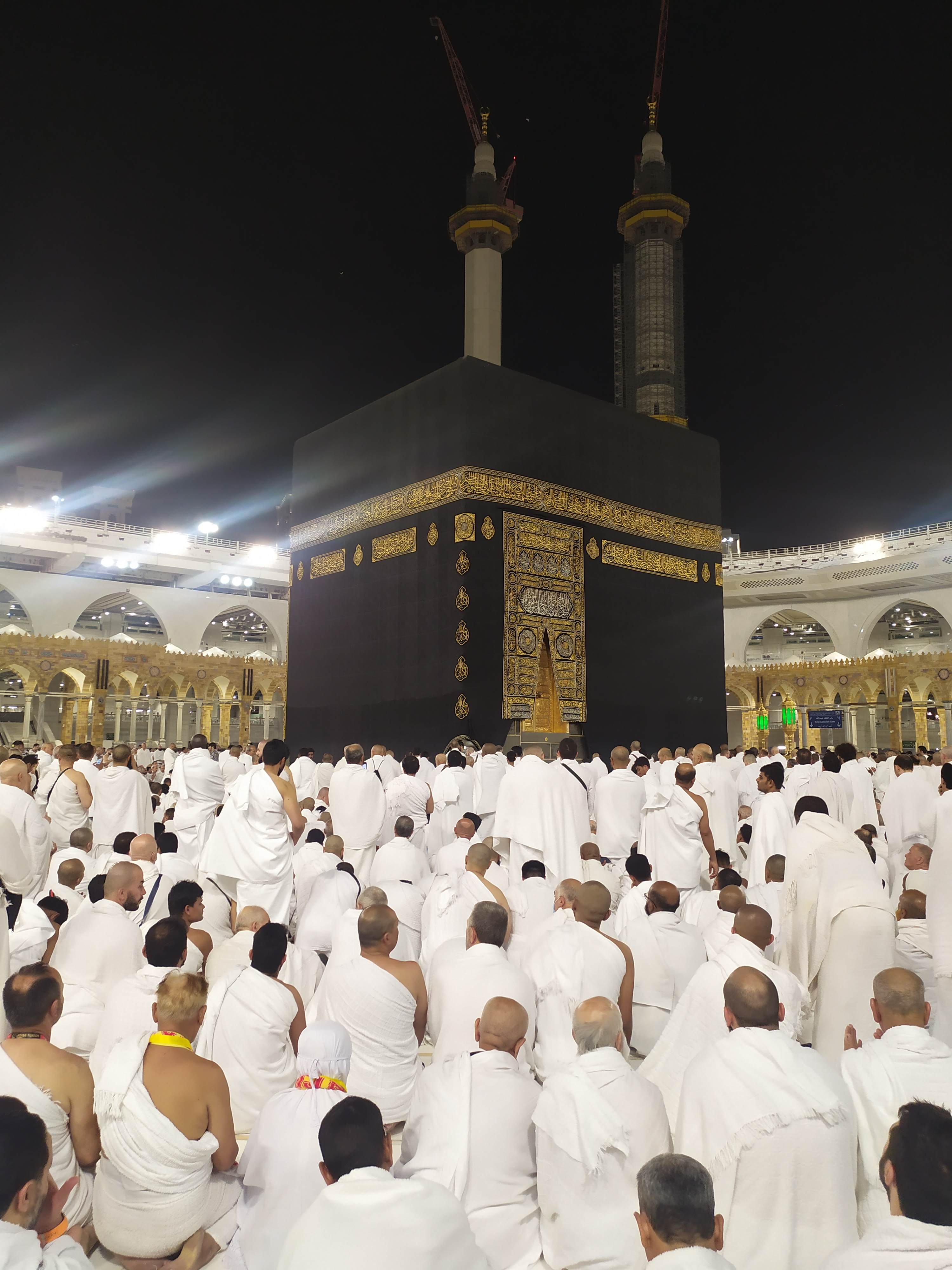
مردم در حال ستایش خانه کعبه و نماز خواندن

نماز صبح یا نماز فجر یا نماز بامداد نخستین نماز (بر پایه زمان به‌جاآوردن) از ۵ نماز روزانه مسلمانان است. این نماز دو رکعت است در هر رکعت یک حمد و یک سوره به دلخواه که بیشتر سوره توحید باشد خوانده می‌شود.